# Stara Wieś (powiat białobrzeski)
Stara Wieś dawniej też Starawieś – wieś w Polsce położona w województwie mazowieckim, w powiecie białobrzeskim, w gminie Stromiec.
Wieś wchodzi w skład sołectwa Pokrzywna
To w niej spędził dzieciństwo, a później odwiedzał często płk. Ryszard Kukliński. Jako kawaler był częstym gościem u swojej cioci i wujka, którzy tu mieszkali.
W latach 1975–1998 miejscowość administracyjnie należała do województwa radomskiego.
Wierni Kościoła rzymskokatolickiego należą do parafii św. Jana Chrzciciela w Stromcu.